# Космос-212
Космос 212 — випробний політ радянського космічного корабля «Союз 7К-ОК». Апарат відпрацював систему зближення і автоматичну стиковку  з іншим кораблем «Союз», що здійснював політ під назвою Космос-213. Третій безпілотний запуск корабля «Союз» після загибелі «Союза-1».
Друге за рахунком автоматичне стикування космічних апаратів «Космос-212» і «Космос-213». «Космос-212» був активним кораблем. У зістикованому стані КА знаходились протягом 3 годин 50 хвилин.